# 45689 Brianjones
45689 Brianjones este o planetă minoră (asteroid), cu un diametru de 6,346 km, din centura de asteroizi. A fost descoperită pe 3 martie 2000 la Catalina Station⁠(d) de Catalina Sky Survey. 
Obiectul prezintă o orbită caracterizată de o semiaxă mare de 2,9898505920066 UAi, o excentricitate de 0,096308769530219, o înclinație de 9,6893099863922 ° în raport cu ecliptica.